# Sakramentář

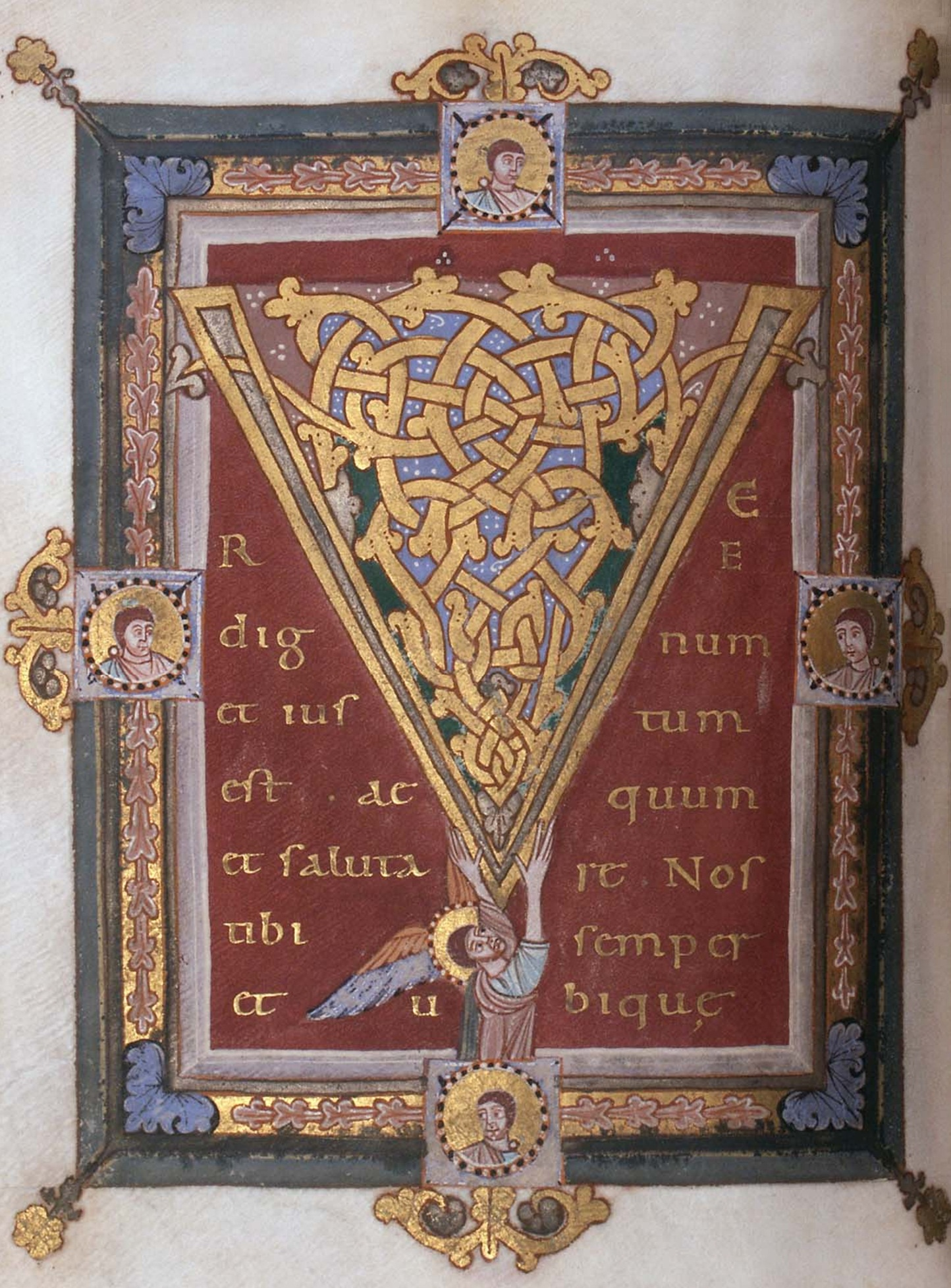
Týnecký sakramentář z Polska.

Sakramentář je liturgická kniha z 6.–9. století obsahující mešní modlitby a texty potřebné ke slavení svátosti (kánony a preface). Od 13. století se tyto texty vkládají do misálu, jehož předchůdcem sakramentář byl.
Mezi nejstarší liturgické knihy dochované v českých zemích patří Kroměřížský sakramentář (latinsky Sacramentarium Cremsiriense).